# Lago Aylmer
O Lago Aylmer é um lago de água doce localizado nos Territórios do Noroeste, no Canadá. 

## Descrição
Este lago possui uma área de 808 km2 (se se contabilizar somente a superfície de água), e de 847 km² de área total se foram incluídos as ilhas existentes no lago. Este lago está situado a cerca de 100 km a norte do Grande Lago do Escravo. 
O rio Lockhart flui para o oeste a partir deste lago, originando-se na sua extremidade oriental em direção ao lago Clinton Colden.